# Rhampholeon bruessoworum
Rhampholeon bruessoworum — вид ігуаноподібних ящірок родини хамелеонових (Chamaeleonidae). Ендемік Мозамбіку.

## Опис
Rhampholeon bruessoworum — дрібні коричневі хамелеони. Довжина самців становить 56 мм, самиць — 62 ммю

## Поширення і екологія
Rhampholeon bruessoworum мешкають на схилах гори Інаго на півночі Мозамбіку. Вони живуть у вологих гірських тропічних лісах біля піднняжя гранітного інзельберґа, серед опалого листя та в невисоких чагарниках. Зустрічаються на висоті від 1430 до 480 м над рівнем моря.

## Збереження
МСОП класифікує цей вид як такий, що перебуває на межі зникнення. Rhampholeon bruessoworum загрожує знищення природного середовища.